# André Génovès
André Génovès   (Meknès, 13 de febrer de 1941 - Le Chesnay, 1 de febrer de 2012) va ser un productor i director de cinema francès.

## Biografia
Després d'intentar iniciar una carrera com a actor, va abandonar el seu projecte per dedicar-se a la immobiliària. Va dur a terme aquesta activitat durant tres anys i va fundar la seva pròpia productora: després va produir la primera pel·lícula de Nadine Trintignant, Mon amour, mon amour (seleccionada per al 20è Festival Internacional de Cinema de Canes).
Des de 1967 fins a 1975, va produir moltes pel·lícules de Claude Chabrol. La seva primera col·laboració (La Route de Corinthe) va acabar amb un sever fracàs comercial. Ambdós, però, van continuar treballant junts. Amb Génovès, Chabrol signa algunes de les seves pel·lícules més famoses, com ara Que la bête meure, Juste avant la nuit, Le Boucher i Les noces rouges.
André Génovès també és el productor de Mado de Claude Sautet i algunes pel·lícules de Michel Audiard (Elle cause plus... elle flingue, Bons baisers... à lundi). Va donar la seva primera oportunitat a la novel·lista Catherine Breillat, que va passar a dirigir amb Une vraie jeune fille, una adaptació de la seva novel·la. També va produir Barocco, una pel·lícula d'André Téchiné amb Isabelle Adjani i Gérard Depardieu, aleshores a l'inici del seu carrera.
Al llarg dels anys, Génovès també ha produït una sèrie de pel·lícules "per a adults", com ara Émilienne de Guy Casaril o Néa de Nelly Kaplan. Génovès també ha dirigit dos llargmetratges: una comèdia obscena titulada Les Folies d'Élodie, en la qual també interpreta un paper, així com una pel·lícula biogràfica, Mesrine, dedicada al famós mafiós i generalment considerat un fracàs.
Va morir l'1 de febrer de 2012 a Thoiry (Yvelines), als 70 anys, a causa d'una hemorràgia cerebral.

## Filmografia

### Productor
- 1967 : Mon amour, mon amour de Nadine Trintignant
- 1967 : La Route de Corinthe de Claude Chabrol
- 1968 : Les Biches de Claude Chabrol
- 1968 : Flammes sur l'Adriatique d'Alexandre Astruc
- 1969 : La Femme infidèle de Claude Chabrol
- 1969 : La Femme écarlate de Jean Valère
- 1969 : Que la bête meure de Claude Chabrol
- 1970 : Le Boucher de Claude Chabrol
- 1970 : Rêves érotiques (Amour) de Gabriel Axel
- 1970 : Les Novices de Guy Casaril
- 1970 : La Rupture de Claude Chabrol
- 1971 : Juste avant la nuit de Claude Chabrol
- 1971 : La Décade prodigieuse de Claude Chabrol
- 1972 : Docteur Popaul de Claude Chabrol
- 1972 : Elle cause plus... elle flingue de Michel Audiard
- 1973 : Les noces rouges de Claude Chabrol
- 1973 : Le Guerriere dal seno nudo de Terence Young
- 1974 : Nada de Claude Chabrol
- 1974 : La Gueule ouverte de Maurice Pialat
- 1974 : OK patron de Claude Vital
- 1974 : Cinque donne per l'assassino de Stelvio Massi
- 1974 : La Race des seigneurs de Pierre Granier-Deferre
- 1974 : Le Cri du cœur de Claude Lallemand
- 1974 : Vive la France de Michel Audiard (documental)
- 1974 : Les murs ont des oreilles de Jean Girault
- 1974 : Bons baisers... à lundi de Michel Audiard
- 1975 : Femmes vicieuses de Georges Cachoux
- 1975 : Une partie de plaisir de Claude Chabrol
- 1975 : Les Innocents aux mains sales de Claude Chabrol
- 1975 : Émilienne de Guy Casaril
- 1976 : Une vraie jeune fille de Catherine Breillat
- 1976 : Néa de Nelly Kaplan
- 1976 : Mado de Claude Sautet
- 1976 : Barocco d'André Téchiné
- 1977 : Alibis de Pierre Rissient
- 1978 : Plein les poches pour pas un rond de Daniel Daert
- 1981 : Les Folies d'Élodie d'ell mateix

### Director
- 1981 : Les Folies d'Élodie
- 1984 : Mesrine